# Újpest FC
Újpest Football Club este un dintre cele mai importante cluburi de fotbal din Budapesta, fondat în anul 1885 sub numele de Újpesti Torna Egylet.

## Numele clubului
- 1885 Újpesti Torna Egylet
- 1899 'Ujpest FC
- 1901 Újpesti Torna Egylet
- 1926 Újpest Football Club
- 1945 Újpesti Torna Egylet
- 1950 Budapesti Dózsa Sport Egyesület
- 1956 Újpesti Torna Egylet
- 1957 Újpesti Dózsa Sport Club
- 1991 Újpesti Torna Egylet
- 1998 Újpest Football Club

## Palmares
- Prima Ligă a Ungariei
  - Campioană:(20 titluri) 1929-30, 1930-31, 1932-33, 1934-35, 1938-39, 1945, 1945-46, 1946-47, 1959-60, 1969, 1970 Spring, 1970-71, 1971-72, 1972-73, 1973-74, 1974-75, 1977-78, 1978-79, 1989-90, 1997-98

- Cupa Ungariei: (9) 1969, 1970, 1975, 1982, 1983, 1987, 1992, 2002, 2014

- Cupa Mitropa
  - Campioană: 1929, 1939
  - Vice-Campioană: 1967